# Illit
Illit je v užším slova smyslu jílový minerál z oddělení fylosilikátů. Illit je dioktaedrická jílová slída.

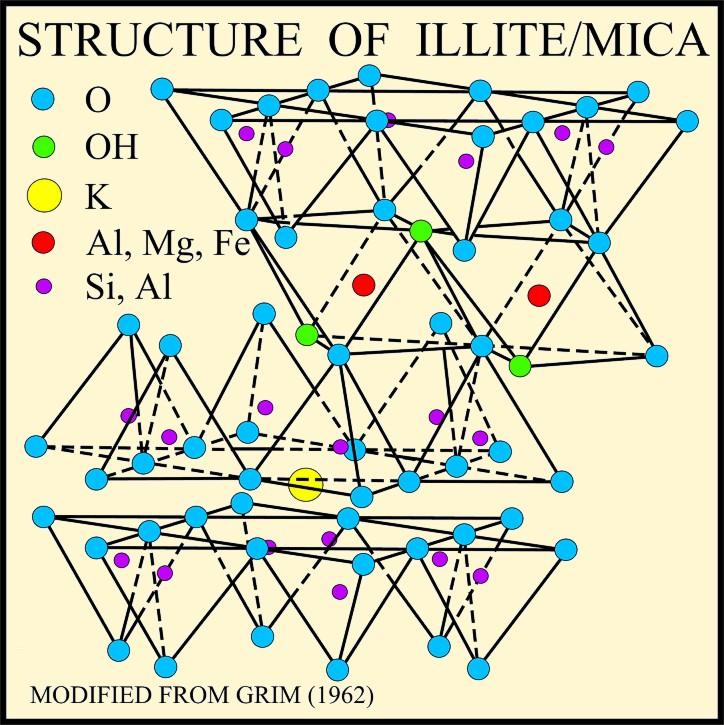
Struktura illitu – USGS

Charakteristickým znakem illitu je index lomu, který je vyšší než u kanadského balzámu, a poměrně vysoký dvojlom.
Vzniká větráním alumosilikátů v alkalickém prostředí. Oproti muskovitu obsahuje méně draslíku, zato obsahuje více vody, která je vázána v mezivrstevní oblasti ve formě hydroxoniových iontů.
Illit je pojmenován podle státu Illinois, kde byl prvně popsán roku 1937 v jílových břidlicích z Calhoun County. Původně byl název illit používán pro celou skupinu jílových minerálů nebo hydromuskovity v různých stupních přeměny a rozměry částic obvyklými u jílových minerálů.
Vyskytuje se v jílových břidlicích, v jílech a půdách spolu s kaolinitem a montmorillonitem.
Při začátečním stádiu regionální metamorfózy se mění na sericit.